# Kom hem hel igen
Kom hem hel igen är en låt framförd av Sandra Dahlberg med text och musik av Kim Wessel och Mikael Håkansson. Den toppade svenska singellistan den 13 februari 2004 samma vecka som Jimmy Jansson låg tvåa med "Godmorgon världen" och Sara Löfgren låg femma med "Starkare" när de deltog i Fame Factorys tredje säsong.
Låten gick in på Svensktoppen den 7 mars 2004, och där låg den sedan i 5 veckor innan den lämnat listan.

## Listplaceringar
| Lista (2004) | Topplacering |
| ------------ | ------------ |
| Sverige      | 1            |

### Fotnoter
1. ↑  Kom hem hel igen / Sandra Dahlberg" på SMDB, läst den 21 juni 2010.
2. ↑  Sverigetopplistan - Singles Top 60 13 februari 2004 swedishcharts.com, läst den 21 juni 2010.
3. ↑  ”Svensktoppen”. 7 mars 2004. http://sverigesradio.se/sida/topplista.aspx?programid=2023&date=2004-03-07. Läst 31 maj 2011.
4. ↑  ”Svensktoppen”. 4 april 2004. http://sverigesradio.se/sida/topplista.aspx?programid=2023&date=2004-04-04. Läst 31 maj 2011.
5. ↑  ”Svensktoppen”. 14 april 2004. Arkiverad från originalet den 29 april 2014. https://web.archive.org/web/20140429125943/http://sverigesradio.se/sida/topplista.aspx?programid=2023. Läst 31 maj 2011.
6. ↑  ”Listplacering”. http://swedishcharts.com/showitem.asp?interpret=Sandra+Dahlberg&titel=Kom+hem+hel+igen&cat=s. Läst 31 maj 2011.